# Arnold Kadlec
Arnold Kadlec (* 8. ledna 1959 Most) je bývalý československý hokejový obránce, mistr světa z roku 1985.

## Hráčská kariéra
Litvínovský odchovanec, který naskočil do prvoligového hokeje v sezóně 1976–1977 jako sedmnáctiletý, se již příští sezónu stal platným hráčem mužstva. Rozhodující krok mezi elitu učinil až během základní vojenské služby v Dukle Jihlava, kde trénoval Stanislav Neveselý. Jako některé jiné hráče, i mladého Kadlece dostal na reprezentační úroveň. Po skončení základní vojenské služby se vrátil do Litvínova, kde vydržel až do konce osmdesátých let, do pádu komunismu. V okamžiku otevření hranic zkusil jednu sezónu v nejvyšší finské lize v týmu Lukko Rauma, následně jednu sezónu v italské soutěži, poté kvůli zdravotním problémům (třikrát operované koleno) skončil aktivní kariéru.
V roce 1982 byl draftován, dokonce několikrát během turnajů osobně mluvil s koučem Minnesoty Lou Nannem, který ho ubezpečoval, že s ním počítá do základní sestavy, ale byl odmítnut. Jediná možnost byla emigrace, kterou nechtěl podstoupit.
Za československou reprezentaci odehrál 176 zápasů, ve kterých vstřelil 21 gólů. Dvakrát se zúčastnil zimních olympiád – v Lake Placid 1980 skončil československý tým na pátém místě, v Sarajevu 1984 pomohl vybojovat stříbrné medaile.

## Statistiky reprezentace
| Turnaj             | Místo konání                                     | Z  | G | A | B  | Umístění            | Soupisky          |
| ------------------ | ------------------------------------------------ | -- | - | - | -- | ------------------- | ----------------- |
| ZOH 1980           | USA (Lake Placid)                                | 6  | 1 | 2 | 3  | 5. místo            | Soupiska ZOH 1980 |
| MS 1981            | Švédsko (Stockholm a Göteborg)                   | 8  | 5 | 1 | 6  | Bronzová medaile    | Soupiska MS 1981  |
| KP 1981            | Severní Amerika                                  | 6  | 1 | 2 | 3  | prohra v semifinále | Soupiska KP 1981  |
| MS 1982            | Finsko (Tampere a Helsinky)                      | 9  | 1 | 2 | 3  | Stříbrná medaile    | Soupiska MS 1982  |
| MS 1983            | Západní Německo (Mnichov, Dortmund a Düsseldorf) | 9  | 1 | 1 | 2  | Stříbrná medaile    | Soupiska MS 1983  |
| ZOH 1984           | Jugoslávie (Sarajevo)                            | 7  | 2 | 1 | 3  | Stříbrná medaile    | Soupiska ZOH 1984 |
| KP 1984            | Severní Amerika                                  | 4  | 0 | 1 | 1  | 5. místo v ZČ       | Soupiska KP 1984  |
| MS 1985            | Československo (Praha)                           | 6  | 0 | 0 | 0  | Zlatá medaile       | Soupiska MS 1985  |
| MS 1986            | Sovětský svaz (Moskva)                           | 8  | 0 | 3 | 3  | 5. místo            | Soupiska MS 1986  |
| Celkem na MS (5x)  |                                                  | 40 | 7 | 7 | 14 |                     |                   |
| Celkem na ZOH (2x) |                                                  | 13 | 3 | 3 | 6  |                     |                   |

## Trenérská kariéra
Po skončení začal trénovat v Chomutově nebo v Mostě, jak týmy mládeže, tak i dospělé. Tato práce mu nevyhovovala a začal s podnikáním v oblasti natěračských prací. Později pracoval jako státní zaměstnanec pro společnost, která se zabývá projekty rozvoje pracovních sil pro občany Mostecka a Ostravska.

## Ocenění
- člen All-star týmu na Kanadském poháru 1981
- V roce 2013 uveden do Síně slávy českého hokeje.